# Psaenythia pachycephala
Psaenythia pachycephala är en biart som beskrevs av Cockerell 1917. Psaenythia pachycephala ingår i släktet Psaenythia och familjen grävbin. Inga underarter finns listade i Catalogue of Life.